# Avventura di un ubriaco
Avventura di un ubriaco è un cortometraggio muto italiano del 1906 diretto da Roberto Omegna.